# ビリー・マイヤー
ビリー・エドゥアルト・マイヤー（"Billy" Eduard Albert Meier/ ビリー・エドゥアルト・アルベルト・マイヤー、1937年2月3日 - ）は、UFOとその乗員とコンタクトをした人物。現在、彼はビリー・エドゥアルト・アルベルト・マイヤーと呼ばれる 。
1975年、UFOとその乗員にコンタクトをしたと報じられ、世界に知られるようになった。彼は1000枚以上におよぶビームシップ (光線を放つ宇宙船) の写真や8ミリフィルムを撮った。また、彼は十数巻のコンタクト記録を含む45冊以上の本、多数の冊子の執筆者でもある。

## 生い立ち
以下の彼の遍歴についての詳細は、『プレアデス/プレヤール人とのコンタクト記録』、『瞑想入門』の中に書かれている。
エドゥアルト・アルベルト・マイヤーは、1937年2月3日、スイス・チューリッヒ州のビューラッハにおいて7人兄弟の第2子として生まれた。彼の父は靴職人であった。1942年6月2日、5歳だったエドゥアルト・マイヤーは父とともに初めてUFOの目撃を体験した。それは巨大な銀色の「円盤」であった。 1942年の秋、小さなエドゥアルト・マイヤーにとって最初の、ある地球外生命とのテレパシーによる接触を体験した。同年の11月、彼は初めて、宇宙から来訪したスファートという地球外生命が操縦する地球外の飛行体で遠く旅をした。
スファートは非常に年老いた白人の男性であり、プレアデス/プレヤール という星座から来訪した。地球外生命が地球の白人と似ているのは、地球の人種は、2000万年以上前、地球に追放され、野生化した宇宙人の子孫と関係があるからであるという 。
1953年2月3日から11年間、ダル宇宙 出身のアスケットという宇宙人女性から教育を受けた。アスケットの導きのもとで、彼は世界を広く、43ヶ国を旅した。その間、アスケットから (ギザの) ピラミッドに関する秘密を教えられ、アスケットに導かれて、実際にその場所を見て確かめた。アスケットはその上、エドゥアルト・マイヤーを連れて14世紀のフランスや2000年前のイマヌエル の時代への旅行も可能にしたと書かれている 。
1965年8月3日、彼はトルコのイスケンデルンでバス事故に遭遇し、左腕を失った。1965年12月25日、ギリシャのテッサロニキにおいてある女性と出会い、2か月後に結婚した。1967年2月から1969年7月までの間、トルコ、パキスタン、インドを歴訪し、暮らした。歴訪の途中で長女が生まれ、スイス帰国後に長男と次男が生まれている。
エドゥアルト・マイヤーは1975年1月28日、プレアデス/プレヤールから来訪したセムヤーゼという女性とコンタクトを開始し、その内容を公開することを開始した 。 この頃、彼が撮ったUFO写真やUFOの8ミリフィルムにより、彼は広く世界に知られるようになった。エドゥアルト・マイヤーは1978年6月17日、スイス民法60条に基づくFIGU(フィグ)という公益法人を友人たちと設立した。彼はその中の一員として今日まで執筆活動を続けている。

## 日本での活動
ビリー・エドゥアルト・マイヤーは日本ではUFO関係の雑誌や単行本で紹介された 。 
また、UFOの写真や8ミリフィルムは1981年に当時の日本テレビの矢追純一による木曜スペシャルで詳しく紹介された。その後、ビリー・エドゥアルト・マイヤーの著作は日本で個人的な翻訳がなされたが、1991年からはFIGU-JAPAN(フィグ・ヤーパン)により、2012年からはFIGU-LANDESGRUPPE-JAPAN(フィグ・ランデスグルッペ・ヤーパン)により、FIGUの正式許可の下で翻訳出版されている。
ビリー・エドゥアルト・マイヤーの著作物はFIGUによって管理されており、その写真や文章などの引用はFIGUの許可をとって行う必要がある。日本においてはフィグ・ランデスグルッペ・ヤーパンの許可が必要である。

## 活動
1975年の地球外のセムヤーゼという女性とコンタクトを開始した頃より、ビリー・エドゥアルト・マイヤーは地球外生命の協力によって、非常に多くのUFO写真やUFOの8ミリフィルムを撮って公表した。また、UFOに使用される精製過程の金属片なども公表した。これらは世界的に物議を巻き起こした。
これらの写真やフィルムや金属は当時のNASAの科学者や著名な金属学者によって分析され、偽物と証明するものは何一つないと報告される一方で、いくつかのUFO団体やUFO関係者から否定論が主張された。彼の多くの写真や8ミリフィルムは、主に1975年からの1、2年に集中している。その後、写真やフィルムやそれに関する議論が独り歩きし、彼の活動は一般にあまり知られていない。
しかし、ビリー・エドゥアルト・マイヤーの主な活動は膨大な執筆活動である。ビリー・エドゥアルト・マイヤーは多数のコンタクト記録を公表し続け、1975年1月28日以来、 2010年12月中旬の今日に至るまで、ビリー・エドゥアルト・マイヤーは 2000回を超える直接のコンタクト、テレパシーによる通信を行っている。その中に、多くの地球外生命との公式とされるコンタクトは519回あり、それが『プレアデス/プレヤール人とのコンタクト記録』という本(原書　500ページ、A4 サイズ) が公開され続けている。その他、様々な単行本を執筆した。内容は宇宙や自然、生まれ変わりや生と死、人間の精神的な内容、災害や戦争、社会問題、歴史、未来への予言 、その他多岐にわたる。
この地球外の人間とのコンタクトは、ビリー・エドゥアルト・マイヤーにとって、いわば生涯の仕事になっている。
FIGUは、ビリー・エドゥアルト・マイヤーのミッションについて 、彼の関心は、幼少時からずっと続いており、それは自然やあらゆる創造的なものについて、そして深遠な哲学的なものについてであったこと、そしてその創造的なもの自体が彼にとって特別な価値であり、彼の思考の大部分を占めていたこと、そして彼のミッションは、「霊の教え」「意識の教え」「創造・自然の法則と掟」や「進化の教え」であり、それらを人々に啓蒙することであると説明している。
ビリー・エドゥアルト・マイヤーの一方の活動として、社会問題への訴えかけがある 。
ビリー・エドゥアルト・マイヤーは最も重大な問題として、人口過剰を解消し減らさなければならないと、少年の頃から社会に働きかけてきた。人口過剰を放置すると、食料、エネルギー、自然破壊の点で大きな問題を発生させること。それと同時に、人間の心と体を弱体化させ、大きな疫病や社会問題を蔓延させること。そして大規模災害と解決不能な社会問題が増大し、戦争など世界の破局につながると警告してきた。1951年、1958年に2回、1959年、そして1960、70年代と1980年代に世界中の政府、様々な新聞社、放送局に書簡を送った 。 その後はFIGUもその問題を社会に訴えている。
また、1975年にはオゾン層の破壊の深刻さについてセムヤーゼから教えられ、専門家の科学者に書簡を送り、オゾン層破壊について社会に警告を発するよう促した 。同じく、死刑の廃止、拷問の廃止、女性差別の廃止を訴えている。
また、原子力発電は地球の人間の科学力の手に負えないものであり、予測不能な原因から巨大な事故に発展する危険は常に高く、すべて解体廃棄すべきであると言っている。一方で地熱発電は地球人に必要な全エネルギーをまかなう力があると示唆している。それについて、宇宙の知的生命体のプレアデス/プレヤーレンですら原子力は制御できず、大事故になり、一つの惑星が住めなくなったこと、その後、彼らが地熱発電ですべてのエネルギーをまかなったという話を公開している 。  

## 評価
ビリー・マイヤーが世界的に有名になったきっかけは千枚以上に及ぶUFO写真やUFOビデオだが、殆どのUFO研究者からは捏造とされている。その理由とされるひとつの例は、セムヤーゼ（プレアデス/プレヤール人女性）の写真(日本ではそのように誤報されているが、正確にはダル宇宙の女性アスケットの写真)は、1974年にNBCで放送された「ディーン・マーティン・ショー」のTV画面を撮影したお粗末なものであるとされている件がある。
しかし、ビリー・マイヤーとFIGU(フィグ)はその真相を次のように述べている。それは「メン・イン・ブラック」(MIB)により似たタレントの放映場面と合成されていた。ビリー・マイヤーは1985年2月3日もプレアデス/プレヤール人からそのことを警告されていたが、重い病気だった為、覚えていられなかった。そのことが大々的に喧伝される前に、プレアデス/プレヤール人により再度、1998年5月14日にビリー・マイヤーは警告された。FIGUは、その写真は故意に差し替えられた偽物であるという発表を即刻行った。解散した以前の日本のグループも1998年頃にその通知を受けたとのことである。
次の例は、彼がタイムマシンで過去に行って撮影した翼竜の写真については、「Life Before Man」（Spinar & Burian著）に掲載されているイラストを撮影したトリック写真とされている(日本ではタイムマシンによる過去旅行と誤報されているが、実際は恐竜生息の発達段階に達した地球から93億8千万光年離れた惑星への1975年の宇宙旅行)。
しかし、これについてビリー・マイヤーやFIGU(フィグ)は、次のように反論している。当初からMIBは、彼が現像依頼する写真屋を脅迫していた。そのため、彼が1975年に撮った1500枚以上の写真の9割以上がその都度、変造されたり、似た別物と差し替えられた。これをプレアデス/プレヤール人が察知し、偽造品のネガをすべて消滅させた。しかし、当初、ビリー・マイヤーに嫉妬や反感を抱くメンバーが内部におり、彼らは脱会した。MIBは彼らを利用し、ビリー・マイヤーが撮ったものではない、科学本を撮影した1枚の翼竜写真をビリー・マイヤーのものだと宣伝させた。しかし、それらはすべてFIGUの外部から流布されており、FIGUから出たものは皆無である。なぜなら、偽造品ネガ消滅により、FIGUから出す事は不可能であるからである。また、彼らはUFO研究家は詳しい調査なしで、反感を抱く人達の宣伝をそのまま唱えているとしている。

## 主な著作
日本語訳された著作
ビリー・マイヤーの生い立ち、彼の活動の概要を紹介している著作
- 『宇宙の深淵より』 Aus den Tiefen des Weltenraums ... Kontakte mit den Plejadiern/Plejaren　徳間書店　2001/7/31　ISBN　4-19-861396-6
  - 『宇宙の深淵より』　監訳：フィグ・ヤーパン　水瓶座時代出版　(徳間書店の『宇宙の深淵より』の改訂版)　2009/2/1 ISBN 978-4-902768-07-7

宇宙の知的生命体とのコンタクト詳細記録
- 『プレアデス・プレヤール人とのコンタクト記録(1)』　監訳：フィグ・ヤーパン　水瓶座時代出版　2004/11/1  ISBN 4-902768-00-3
- 『プレアデス・プレヤール人とのコンタクト記録(2)』　監訳：フィグ・ヤーパン　水瓶座時代出版　2005/7/1  ISBN 4-902768-01-1
- 『プレアデス・プレヤール人とのコンタクト記録(3)』　監訳：フィグ・ヤーパン　水瓶座時代出版　2006/5/1  ISBN 4-902768-03-8
- 『プレアデス・プレヤール人とのコンタクト記録(4)』　監訳：フィグ・ヤーパン　水瓶座時代出版　2007/12/1  ISBN 978-4-902768-05-3
- 『プレアデス・プレヤール人とのコンタクト記録(5)』　監訳：フィグ・ヤーパン　水瓶座時代出版　2010/10/1  ISBN 978-4-902768-09-1

精神的な内容の本
- 「霊と肉体における生」"Leben im Geistigen und Physischen" 発行：フィグ・ヤーパン　1999/6/28
- 『瞑想入門』 Einführung in die Meditation　監訳：フィグ・ヤーパン　2006/10/1　 ISBN 978-4-902768-02-2
- 『生命の哲学』 Philosophie des Lebens　監訳：フィグ・ヤーパン　2007/2/1　 ISBN 978-4-902768-04-6
- 『心』 Die Psyche　監訳：フィグ・ヤーパン　2007/12/1　ISBN 978-4-902768-06-0
- 『わずかばかりの知識と知覚そして知恵』 Ein Quentchen Wissen, Sinn und Weisheit　新風舎　2004/7/25　ISBN 4-7974-4177-1
  - 改訂版『わずかばかりの知識と知覚そして知恵』 文芸社 2009　ISBN 978-4-286-07174-9
- 『アラハト・アテルザータ』 Arahat Athersata　監訳：フィグ・ヤーパン　2010/8/1　ISBN 978-4-902768-08-4

人口過剰問題
- 「人口過剰との闘い」"Kampf der Überbevölkerung"　発行：フィグ・ヤーパン　1994/8/15
- 「拷問と死刑・人口過剰」"Folter, Todesstrafe und Überbevölkerung"　発行：フィグ・ヤーパン　1996/3/1
- 「人口過剰爆弾　地球破壊　女性差別」"Überbevölkerungs-Bombe, Erdzerstörung, Frauendiskriminierung"　発行：フィグ・ヤーパン　1998/7/25

小冊子
- 「切なる願い」"Desiderata"　発行：フィグ・ヤーパン　1999/6/1
- 「FIGUの原則あるいは人間の原則」"Grundregeln der FIGU resp. Grundregeln des Menschen"　発行：フィグ・ヤーパン　2002/8/31
- 「あえて賢くあれ」"Sapere aude ..."　発行：フィグ・ヤーパン　2002/8/31
- 「プレヤール人が地球人に望むこと」"Was die Plejaren den Erdenmenschen wünschen"　発行：フィグ・ヤーパン　2003/1/1
- 「昨日、今日、明日の心配に関する考察/死後の生はあるか」"Gedanken zu Sorgen im Gestern, Heute und Morgen/ Ein Leben nach dem Tod?"　発行：フィグ・ヤーパン　2003/4/1
- 「生と死は互いに切り離しがたく結びついている」"Leben und Tod sind untrennbar miteinander verbunden"　発行：フィグ・ヤーパン　2003/4/1
- 「男と女に対する言葉」"Ein Wort zu Mann und Frau"　発行：フィグ・ヤーパン　2003/7/1
- 「パートナーシップ(男女間の協力関係)」"Partnerschaft"　発行：フィグ・ヤーパン　2003/7/1
- 「男と女の違い　男と女の結びつき」"Unterschiede zwischen Mann und Frau　Verbundenheit von Mann und Frau"　発行：フィグ・ヤーパン　2003/7/1
- 「仕事やその他の有意義な活動をしないと人間は堕落する」"Ohne Arbeit oder sonstig wertvolle Tätigkeit vergammeln die Menschen"　発行：フィグ・ヤーパン　2005/1/1
- 「地球に平和あれ」"Und es sei FRIEDEN auf Erden ..."　発行：フィグ・ヤーパン　2005/1/1
- 「ビリーの少年時代の著作 1946-1951」"Jugendwerke von Billy 1946-1951"　発行：フィグ・ヤーパン　2005/10/1
- 「勝者と敗者」"Sieger und Verlierer"　発行：フィグ・ヤーパン　2006/4/1
- 「憎しみは人間を非人間にする」"Hass macht den Menschen zum Unmenschen"　2011
- 「「真実の杯」の教え、概して霊の教え」"Die Lehre <Kelch der Wahrheit> und allgemein Geisteslehre"　2012
- 「生殖・妊娠・出産 」"Zeugung, Schwangerschaft und Geburt"　2012
- 「新しい暴力的ないじめ/嫌がらせ」"Eine neue und gewaltmässige Form von Mobbing/Schikane"　発行：フィグ・ランデスグルッペ・ヤーパン　2013/6
- 「ノコデミオンの全七つの祈りの形 」"Alle sieben Gebetsformen von Nokodemion”　2015
- 「瞑想と人生自体が最良の教師である」"Meditation und das Leben selbst sind die besten Lehrer"　2016
- 「何故どのように人間の中に悪が始まるのか」”Wie und warum das Böse im Menschen beginnt"　2016

未来への予言
- 「エノクの預言」"Henochs Prophezeiungen"　発行：フィグ・ヤーパン　2004/1/23
- 「預言者エレミアとエリアの予告」"Voraussagen der Propheten Jeremia und Elia"　発行：フィグ・ヤーパン　2004/11/10

その他、多数の未翻訳のドイツ語の書籍がある。
- Dekalog - Dodekalog　1993 ISBN 978-3-909154-02-9
- Prophetien und Voraussagen　1996 ISBN 978-3-909154-03-6
- Gesetz der Liebe　1995 ISBN 978-3-909154-05-0
- Ein offenes Wort　1992 ISBN 978-3-909154-06-7
- Leben und Tod　1994 ISBN 978-3-909154-07-4
- Der rosarote Kristall　1993 ISBN 978-3-909154-10-4
- Direktiven　1995 ISBN 978-3-909154-11-1
- Existentes Leben im Universum　2014 ISBN 978-3-909154-12-8
- Die Art zu leben　1997 ISBN 978-3-909154-14-2
- Macht der Gedanken　1998 ISBN 978-3-909154-15-9
- Atlanta　1999 ISBN 978-3-909154-16-6
- OM - Omfalon Murado　2011 ISBN 978-3-909154-17-3
- Photobuch　2001 ISBN 978-3-909154-19-7
- Zeugenbuch　2002 ISBN 978-3-909154-20-3
- Das Phantom - Mädchenhändler　2002 ISBN 978-3-909154-22-7
- Mein Vermächtnis: Mensch der Erde, ich wünsche dir ...　2003 ISBN 978-3-909154-24-1
- Fahr zur Hölle, Gelion und Kraft des Gesetzes　2003 ISBN 978-3-909154-25-8
- Plejadisch-plejarische Kontaktberichte - Block 2　2003 ISBN 978-3-909154-26-5
- Plejadisch-plejarische Kontaktberichte - Block 3　2003 ISBN 978-3-909154-29-6
- 61 Jahre Gedichte, Sprüche, Aphorismen　2004 ISBN 978-3-909154-30-2
- Wiedergeburt, Leben, Sterben, Tod und Trauer　2004 ISBN 978-3-909154-31-9
- Plejadisch-plejarische Kontaktberichte - Block 4　2004 ISBN 978-3-909154-33-3
- Symbole der Geisteslehre　2004 ISBN 978-3-909154-35-7
- Plejadisch-plejarische Kontaktberichte - Block 5　2004 ISBN 978-3-909154-36-4
- Plejadisch-plejarische Kontaktberichte - Block 6　2005 ISBN 978-3-909154-37-1
- Sinnvolles, Würdevolles, Wertvolles　2005 ISBN 978-3-909154-39-5
- Mensch der Erde, höre...　2005 ISBN 978-3-909154-40-1
- Plejadisch-plejarische Kontaktberichte - Block 7　2005 ISBN 978-3-909154-41-8
- Plejadisch-plejarische Kontaktberichte - Block 8　2006 ISBN 978-3-909154-42-5
- Plejadisch-plejarische Kontaktberichte - Block 9　2007 ISBN 978-3-909154-44-9
- Meditation aus klarer Sicht　2007 ISBN 978-3-909154-49-4
- Rund um die Fluidalenergie resp. Fluidalkräfte und andere Dinge　2008 ISBN 978-3-909154-50-0
- Kelch der Wahrheit　2009 ISBN 978-3-909154-56-2
- Plejadisch-plejarische Kontaktberichte - Block 10　2010 ISBN 978-3-909154-58-6
- Gotteswahn und Gotteswahnkrankheit　2010 ISBN 978-3-909154-59-3
- Zur Besinnung　2010 ISBN 978-3-909154-61-6
- Plejadisch-plejarische Kontaktberichte - Block 11　2011 ISBN 978-3-909154-62-3
- Erziehung der Kinder, Jugendlichen und Erwachsenen　2011 ISBN 978-3909154-63-0
- Talmud Jmmanuel　2011 ISBN 978-3-909154-64-7
- Ausschnitte aus Zeitungen und Journalen über Billy Eduard Albert Meier (BEAM) und seine Kontakte mit den Plejaren　2011  ISBN 978-3-909154-65-4
- Genesis　2012 ISBN 978-3-909154-66-1
- Lehrschrift für die Lehre der Wahrheit, Lehre des Geistes, Lehre des Lebens　2012 ISBN 978-3-909154-67-8
- Gesetze und Gebote des Verhaltens　2013 ISBN 978-3-909154-69-2
- Warum der Mensch das wird, was er ist und Kampf den Depressionen　2013 ISBN 978-3-909154-70-8
- Abenteuer eines Globetrotters　2014 ISBN 978-3-909154-71-5
- Photo-Inventarium　2014 ISBN 978-3-909154-73-9
- Plejadisch-Plejarische Kontaktberichte - Block 12　2014 ISBN 978-3-909154-74-6
- 12012 altherkömmliche Vornamen in ihrer Urform und deren Bedeutung　2014 ISBN 978-3-909154-75-3
- Fragen an Billy vom Mai 2013 - Liste von Fragen von verschiedenen Personen, die Michael Horn/USA gestellt hat　2015 ISBN 978-3-909154-76-0
- Das Leben richtig leben - Quer durchs Dasein　 2015 ISBN 978-3-909154-77-7
- Wahrer Mensch werden von BEAM 25.11.2011 - 29.6.2012　2015 ISBN 978-3-909154-78-4
- Plejadisch-Plejarische Kontaktberichte - Block 13　2015 ISBN 978-3-909154-79-1
- Weisheiten und Wissenswertes des Lebens　2016 ISBN 978-3-909154-80-7
- Plejadisch-plejarische Kontakberichte - Block 14　2017 ISBN 978-3-909154-81-4
- Ur-Ur-Ur-Ur-Ur-Ur-Ur-Ursprung aller Existenz　2018 ISBN 978-3-909154-84-5
- Plejadisch-plejarische Kontakberichte - Block 15　2018 ISBN 978-3-909154-85-2